# Вулиця міста Вуковара (Загреб)

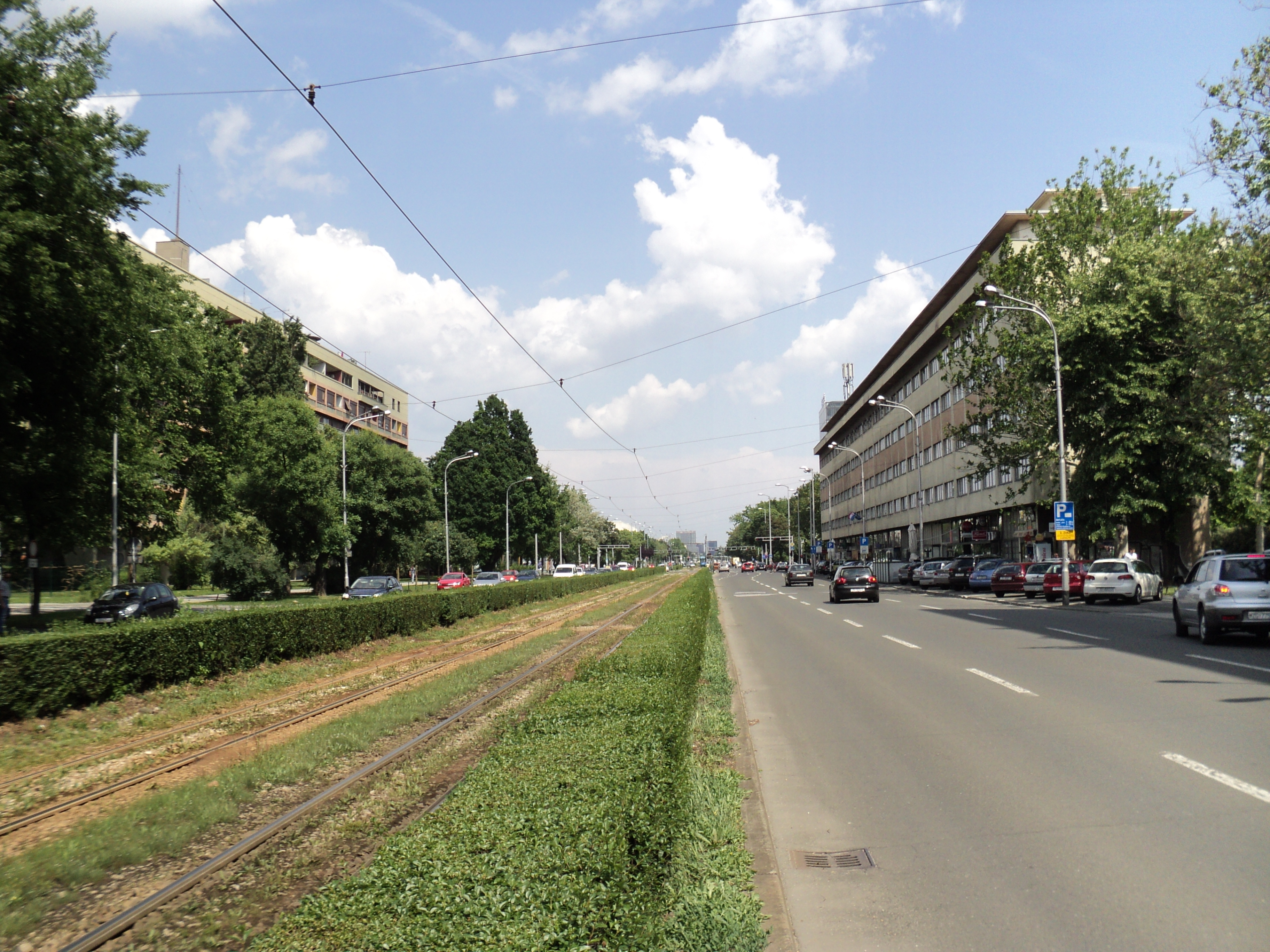
Вигляд Вулиці міста Вуковара у східному напрямку

Вулиця міста Вуковара (хорв. Ulica grada Vukovara) — одна з магістральних вулиць Загреба. Простягається на п'ять із половиною кілометрів від Трешнєвської площі на схід, переходячи у Вулицю міста Госпича. З заходу на схід вулиця перетинає міські магістралі, що пролягають із півночі на південь: Савський шлях, вулицю Хорватського братського союзу, Држичів проспект, Гайнцелеву вулицю та Светице. 
Вулицею курсують загребські трамваї 13-го, а у будні і 3-го маршрутів.

## Історія
Початки вулиці сягають 30-х рр. ХХ ст. З 1933 р. ця вулиця називалася «Вараждинський шлях» (хорв. Varaždinska cesta) і була набагато коротшою. Як одна з найважливіших вулиць південної частини міста була запроєктована у плані робіт на 1936 р., а її прискорене будівництво розгорнулося 1946 р., поштовхом до чого послужила урбаністична ідея зробити її основою нового післявоєнного «соціалістичного міста». 
1947 року вулицю назвали «Московська», а з 1951 до 1957 р. вона звалася «Белградською». Далі вона розбудовувалася згідно з новим містобудівним планом 1953 р. З огляду на багато урбаністичних змін, яких зазнає вулиця, можна стверджувати, що вона будується донині.
Її назва з 1957 до 1991 р. — Вулиця пролетарських бригад. Далі вулицю було перейменовано на спомин про героїчне місто Вуковар, яке прийняло на себе найтяжчий удар агресора під час війни за незалежність.

## Галерея

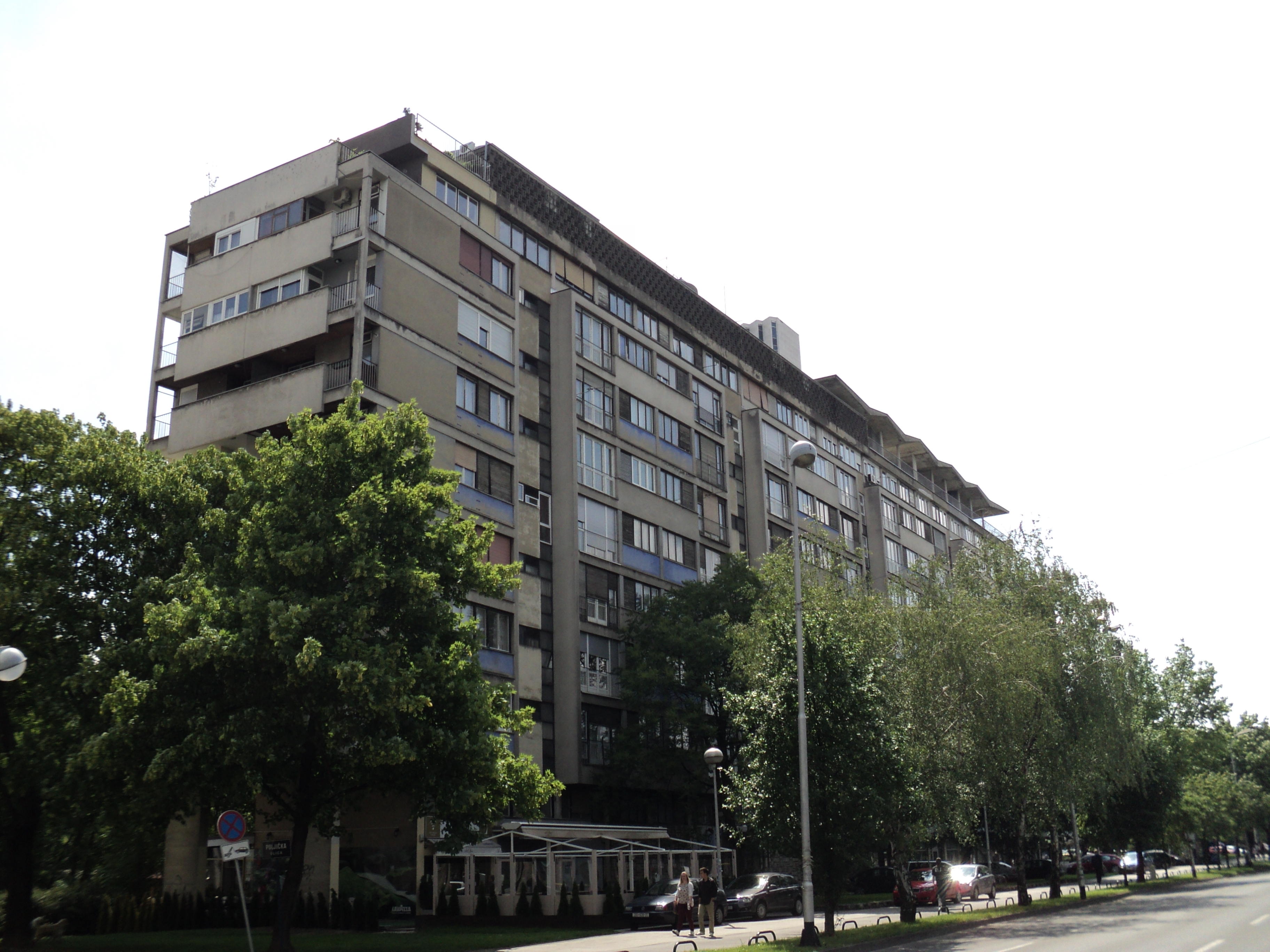
Житловий будинок авторства Станка Фабріса
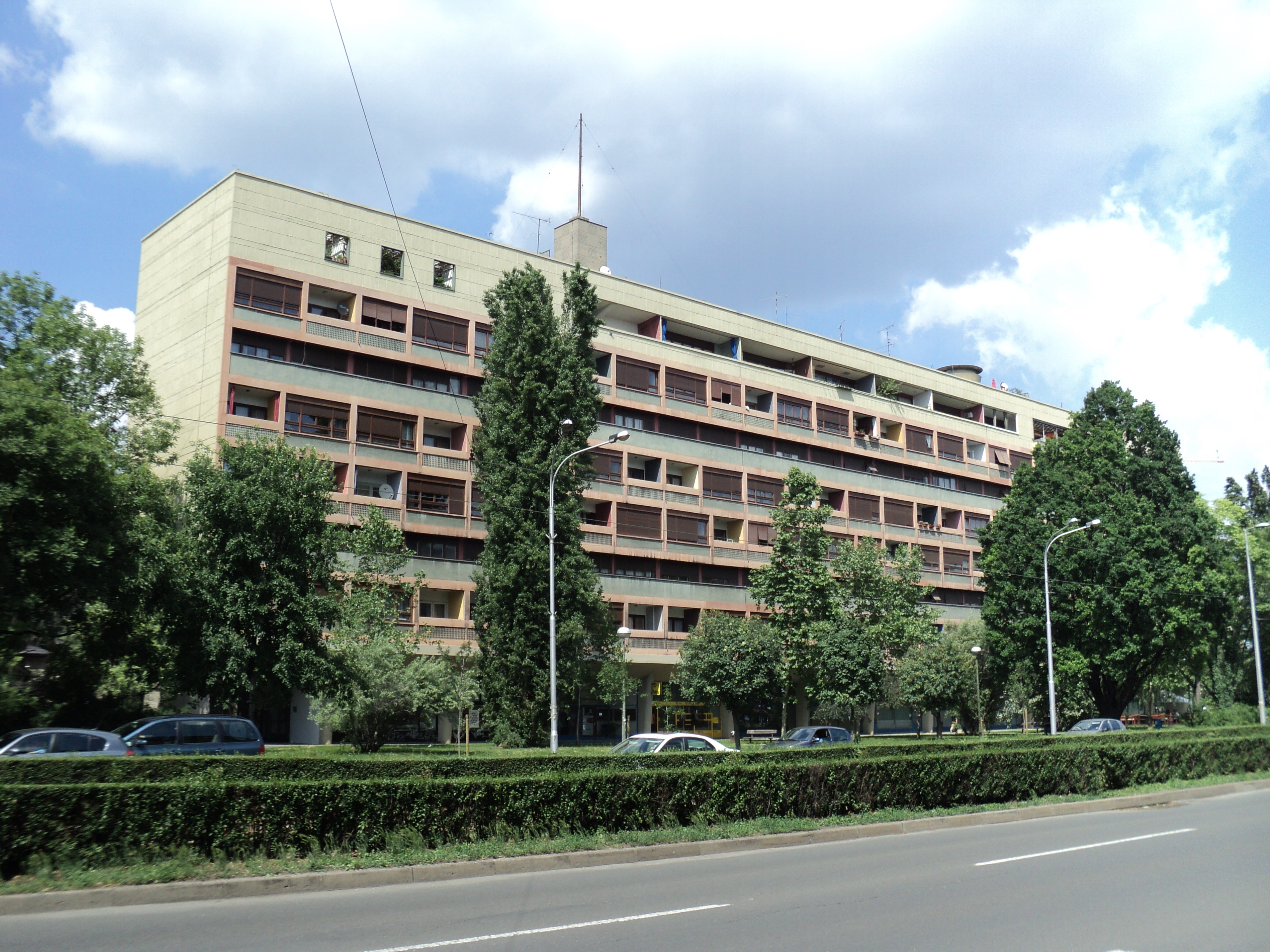
Житловий будинок авторства Драго Галича (1953)
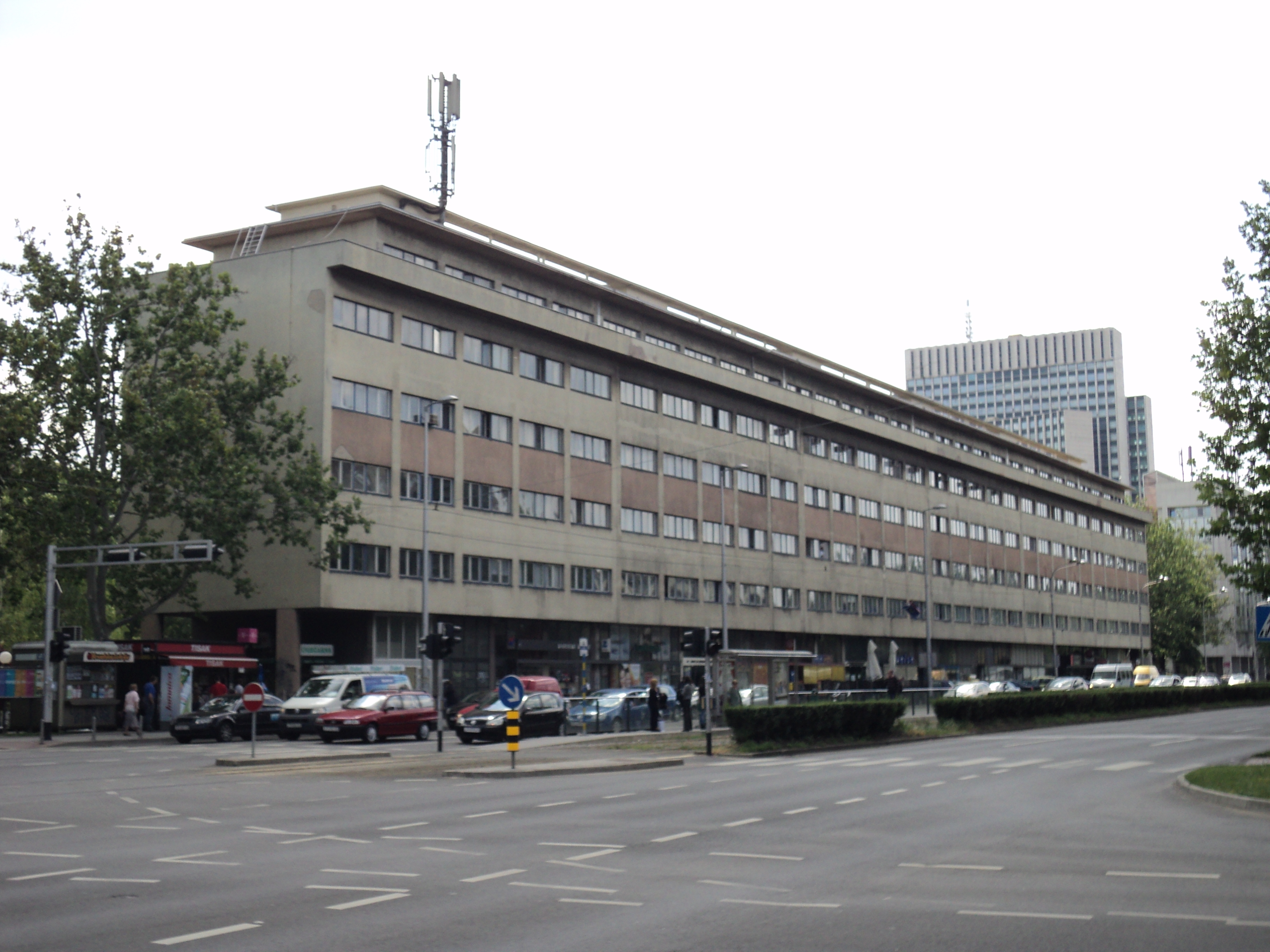
Житлово-комерційна будівля авторства Невена Сегвича
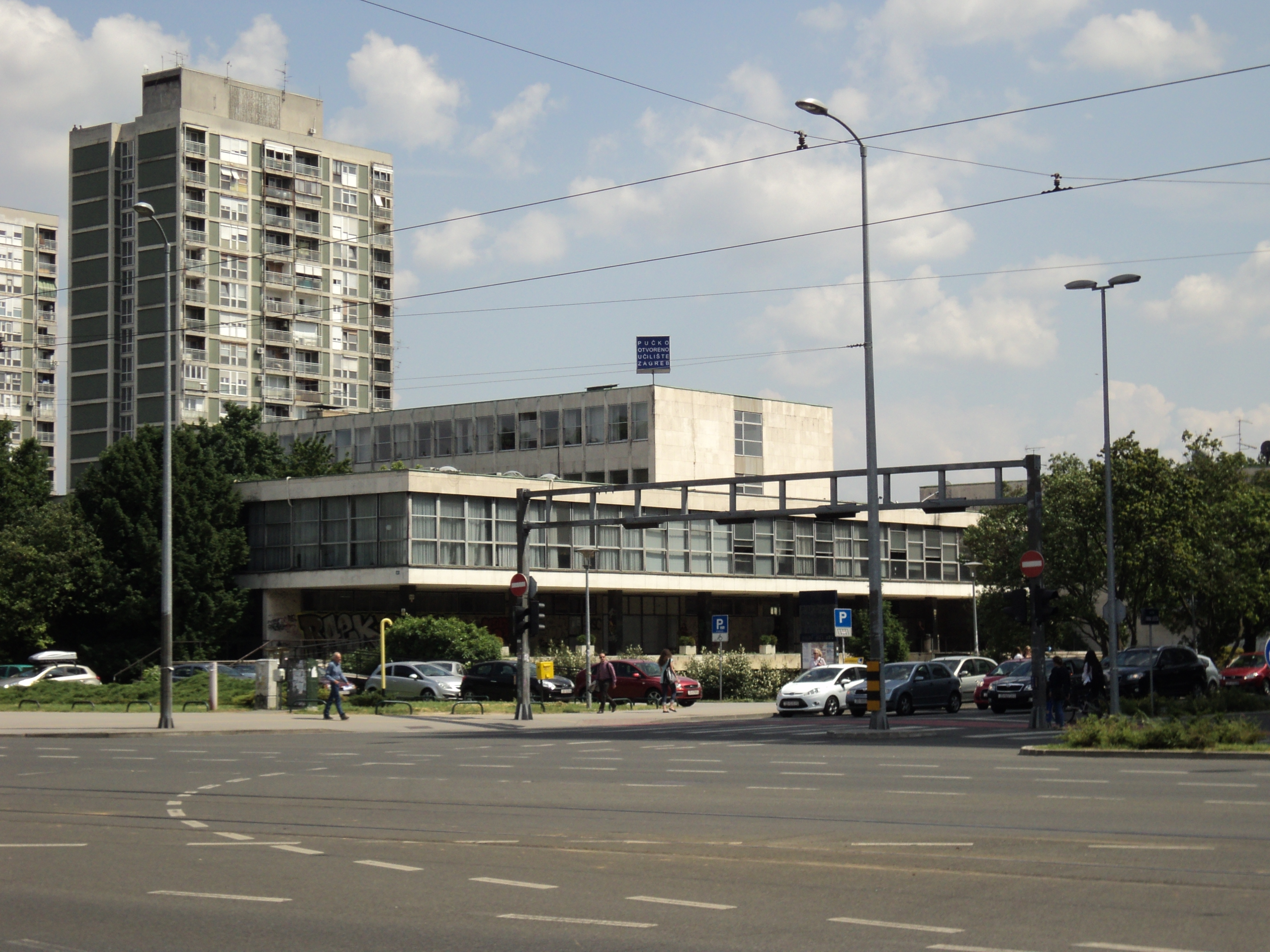
«Загребський відкритий університет»
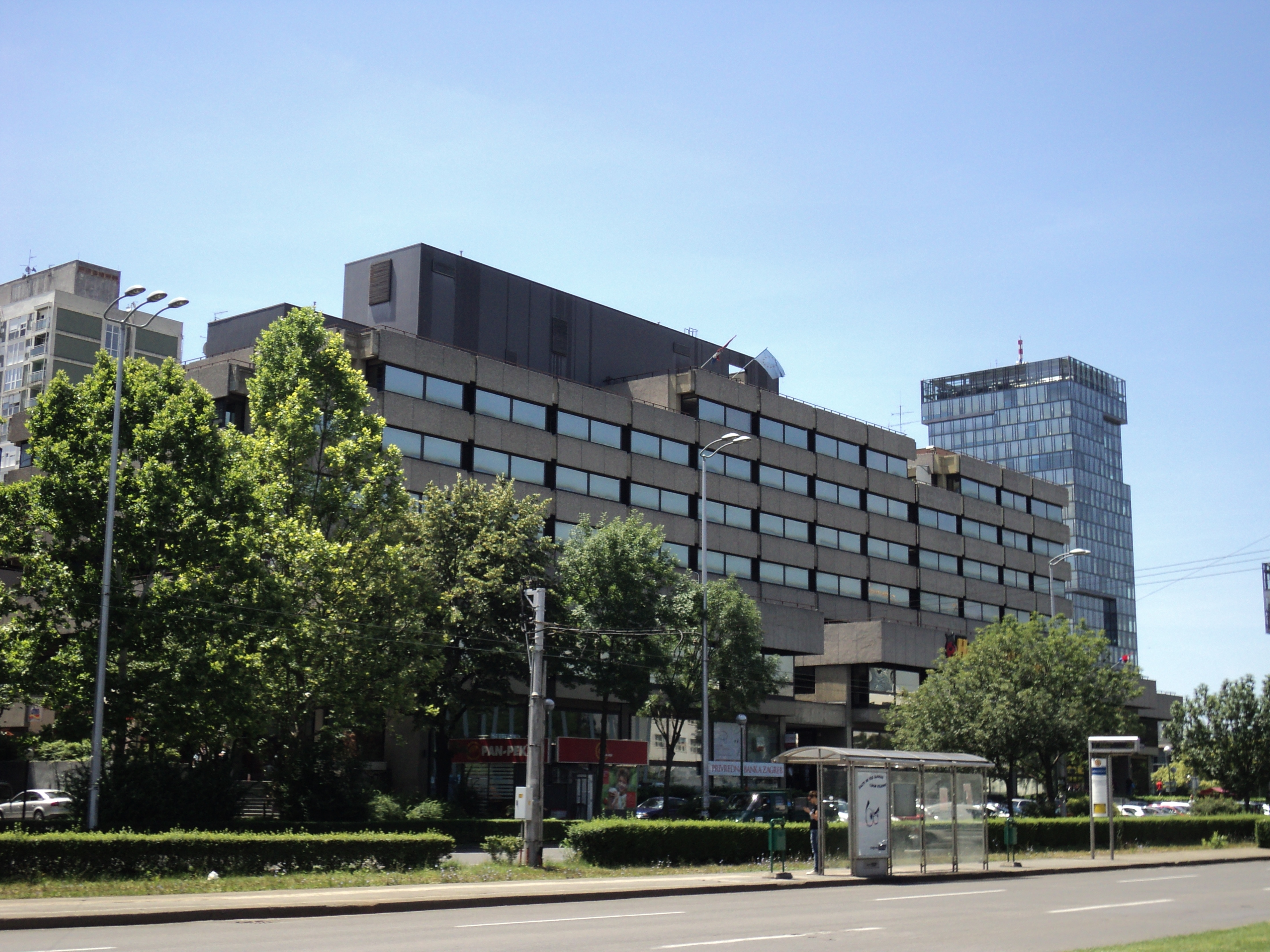
Офісний центр, автори Никшич і Драгоманович (1981)
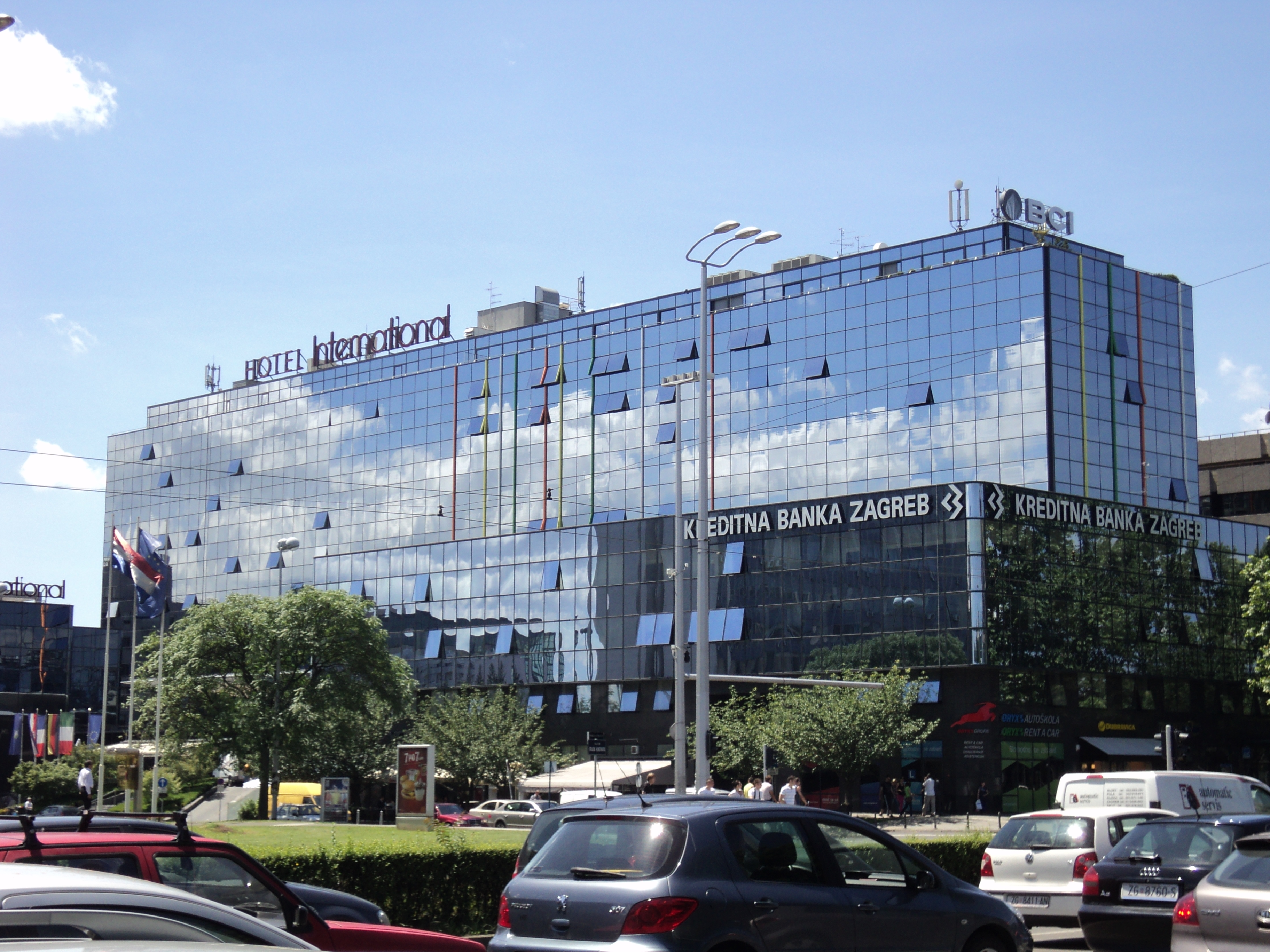
Готель «Інтернаціональ»
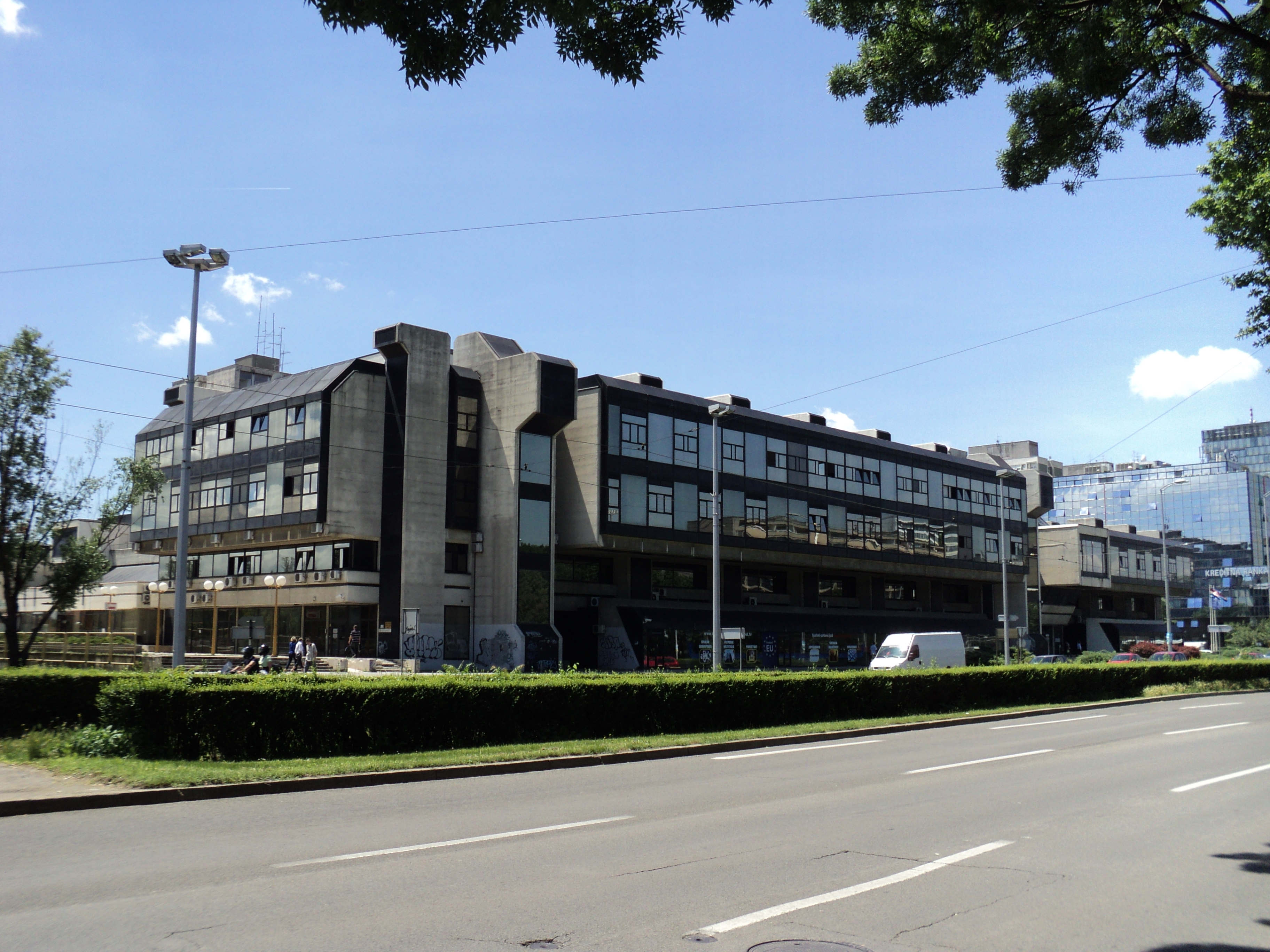
Будинок Міністерства сільського господарства Хорватії
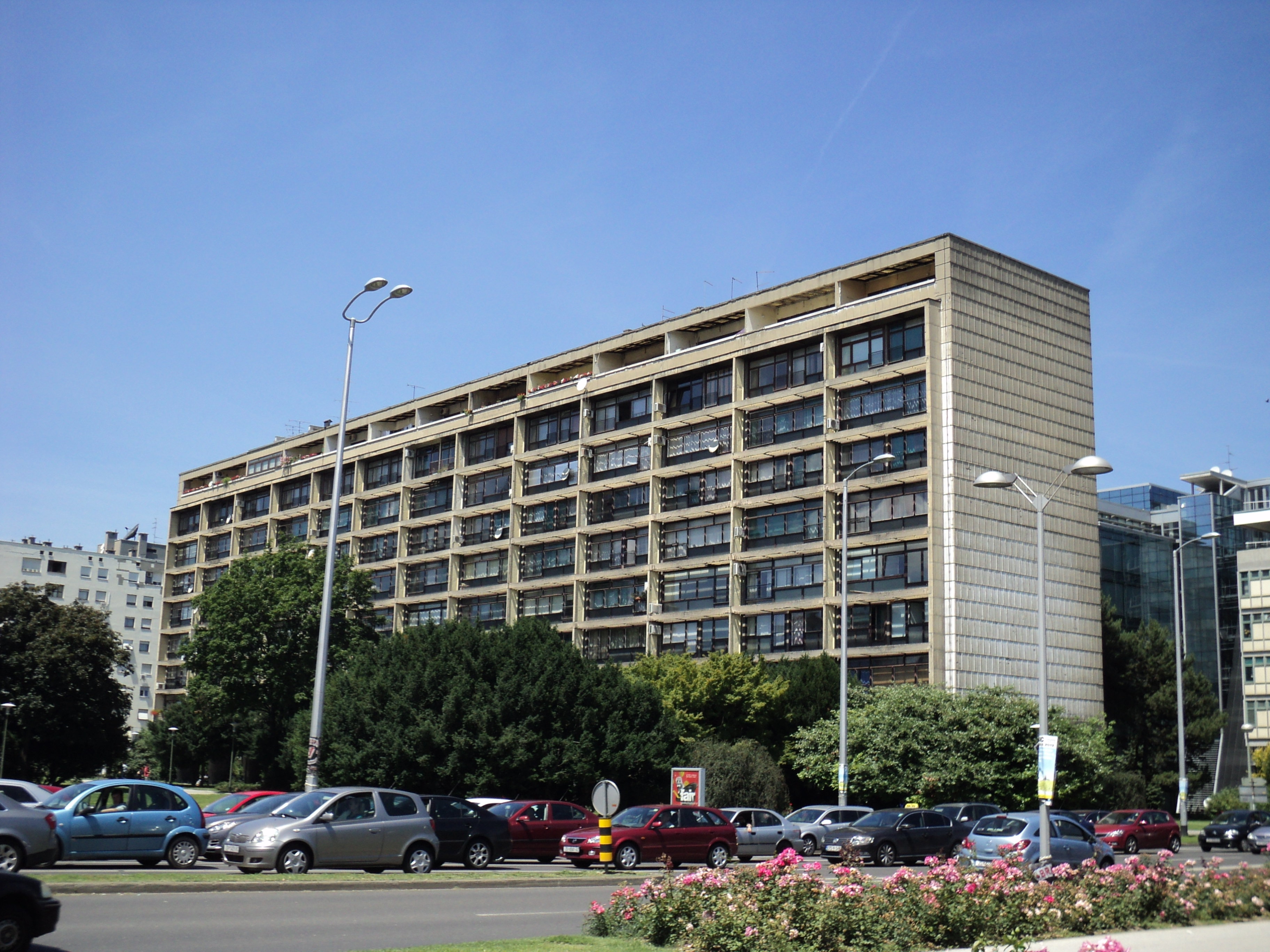
Житловий будинок авторства Драго Галича (1954)
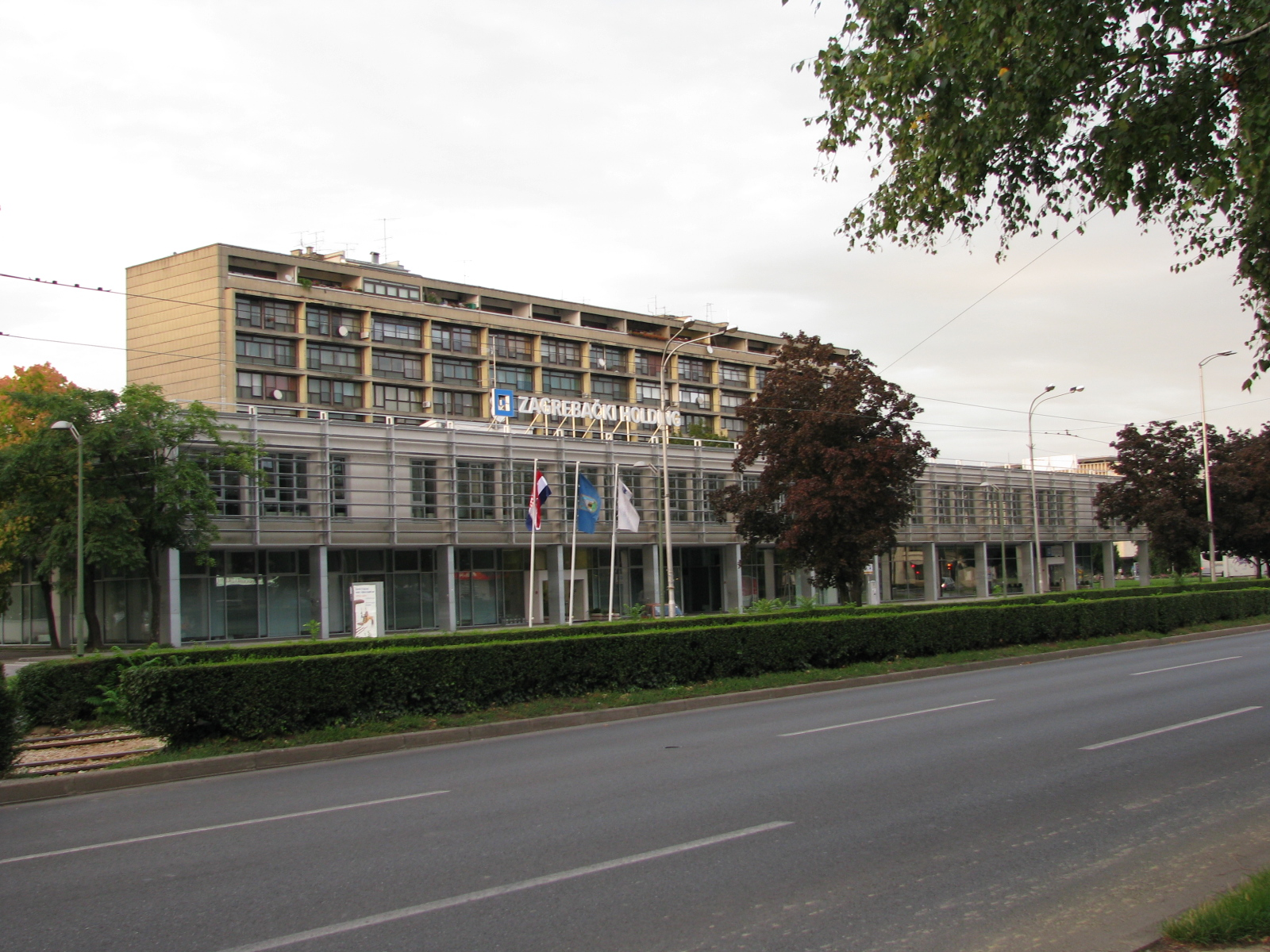
«Загребський холдинг»
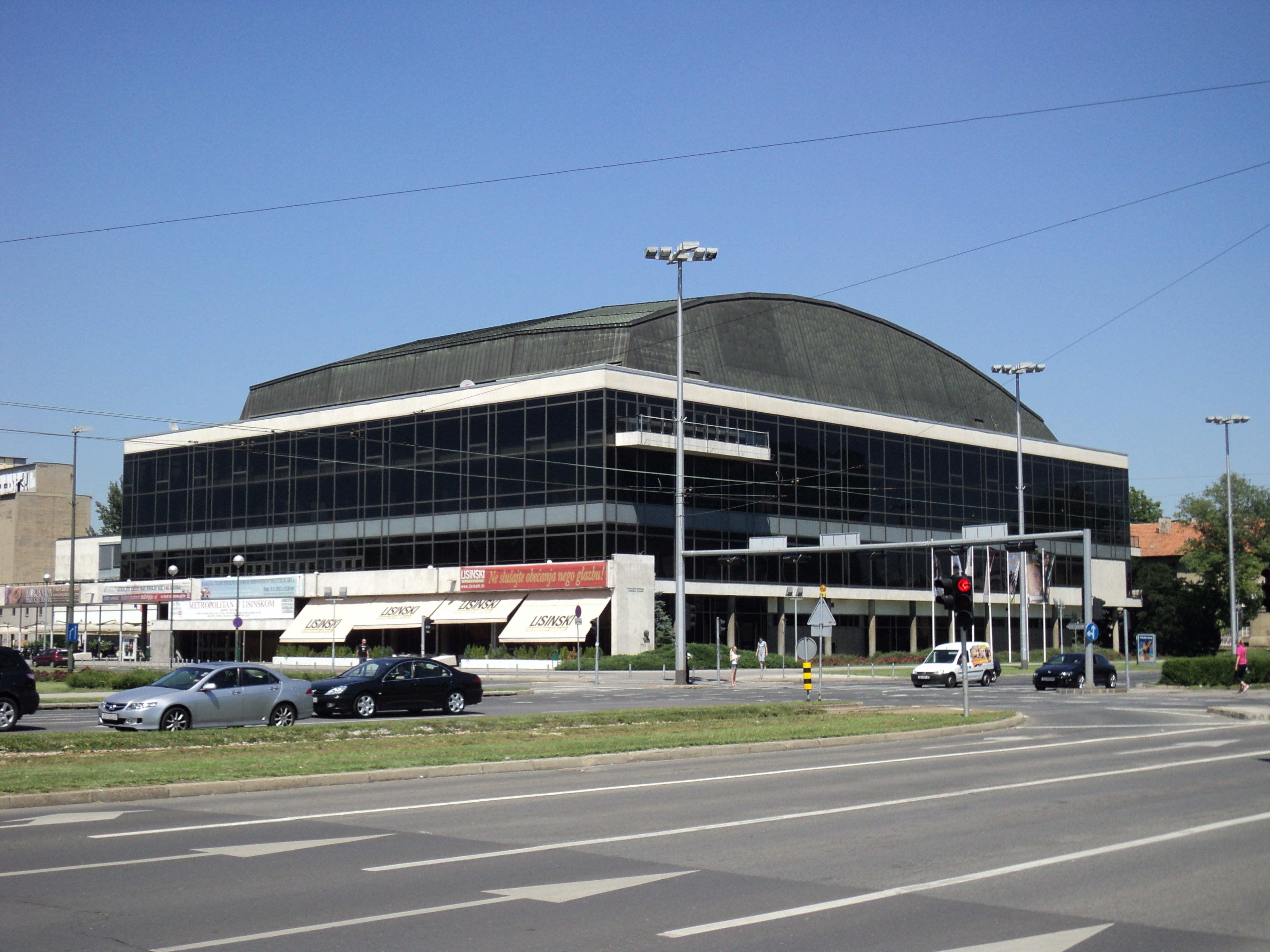
Концертна зала імені Ватрослава Лисинського
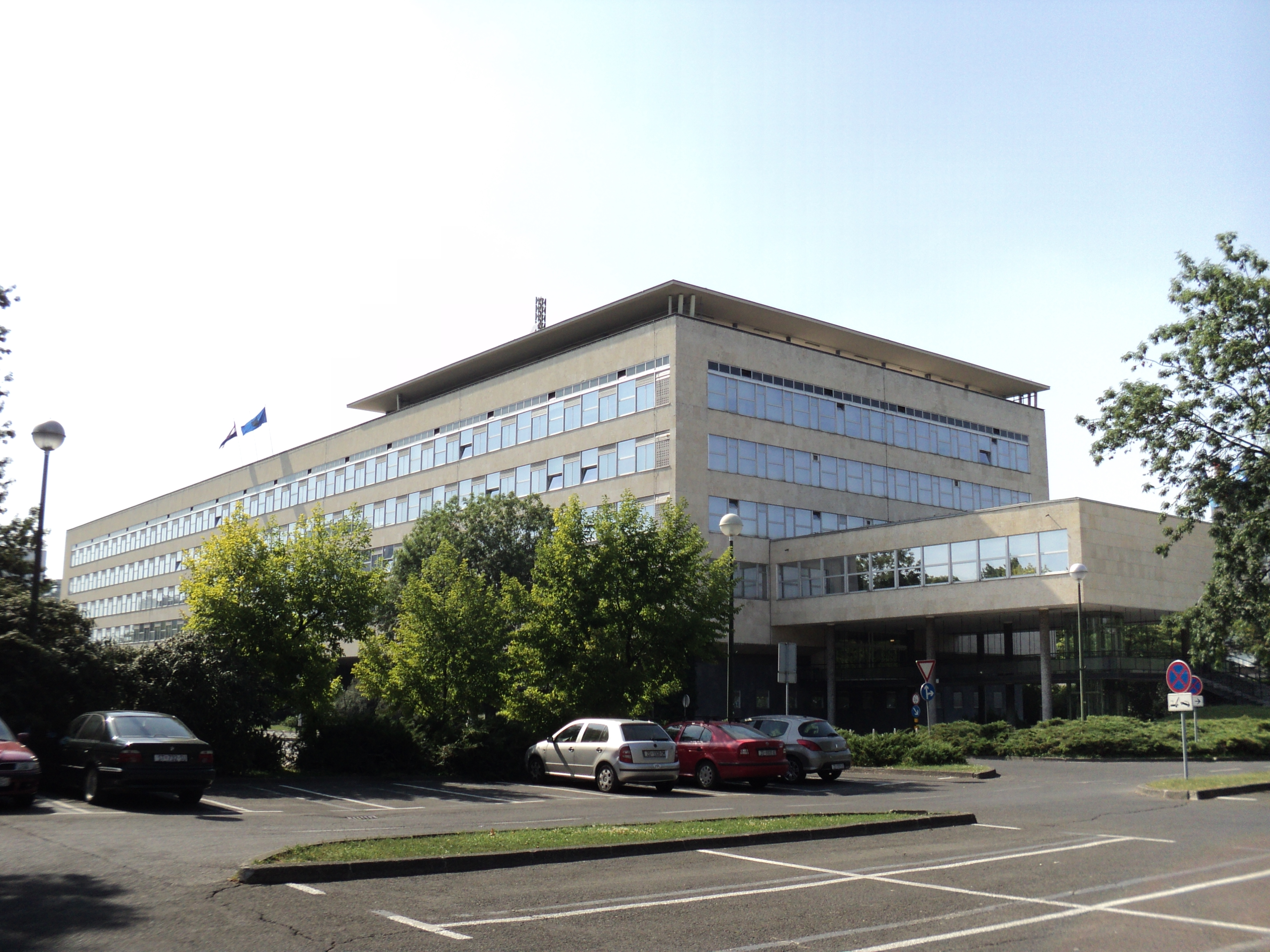
Будинок мерії Загреба
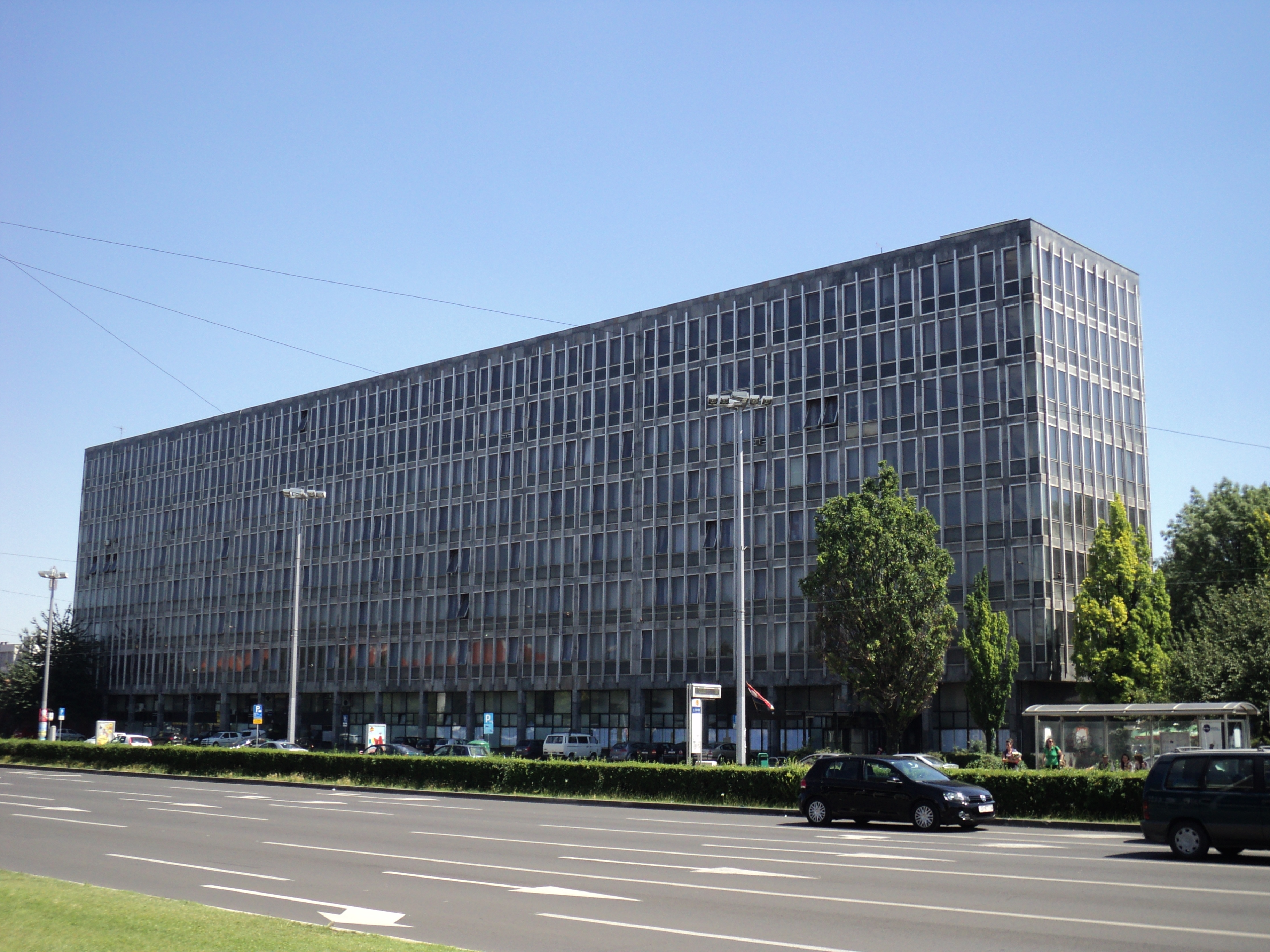
Будівля Загребського муніципального суду
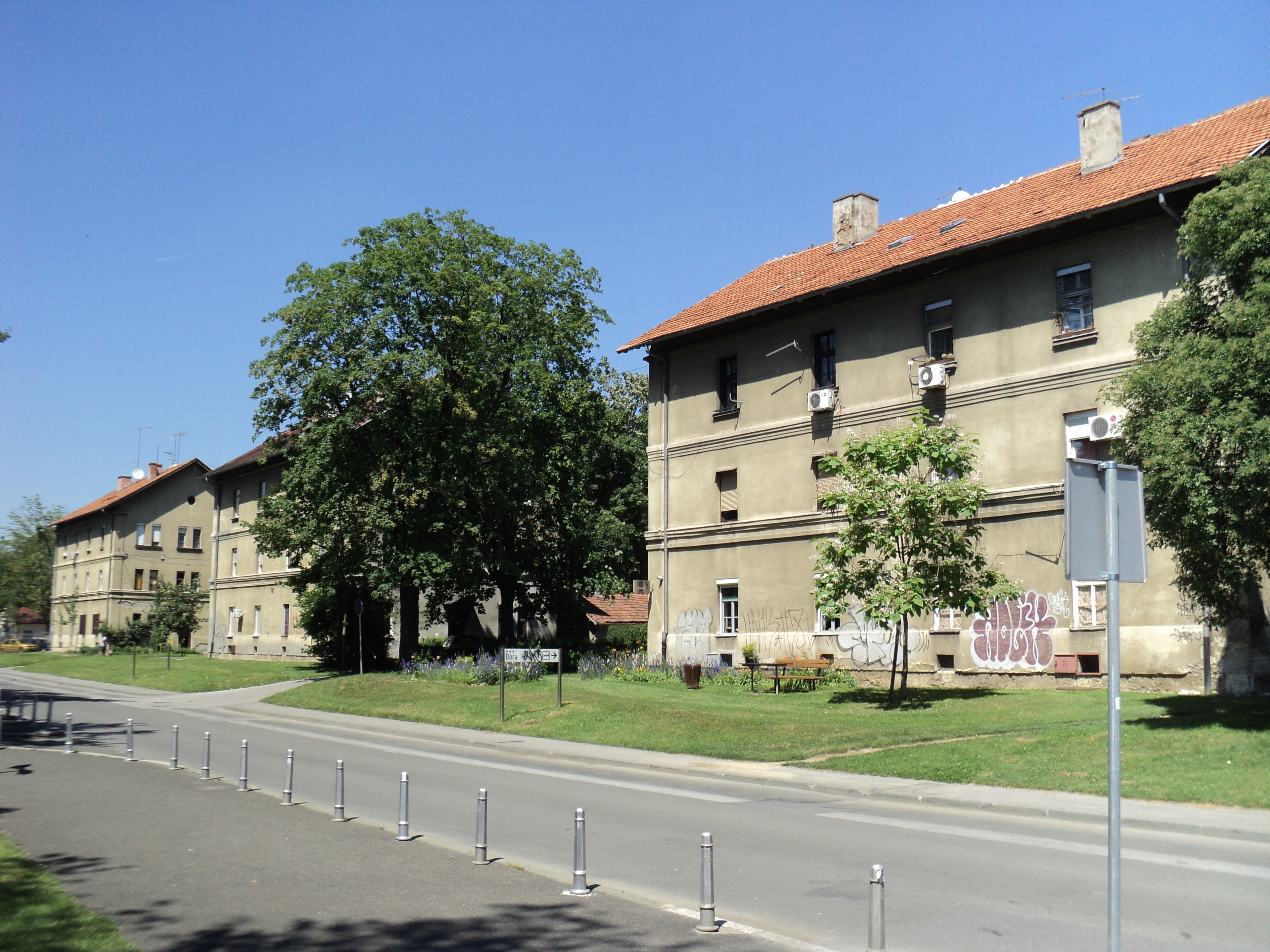
Машинобудівне містечко, західна частина
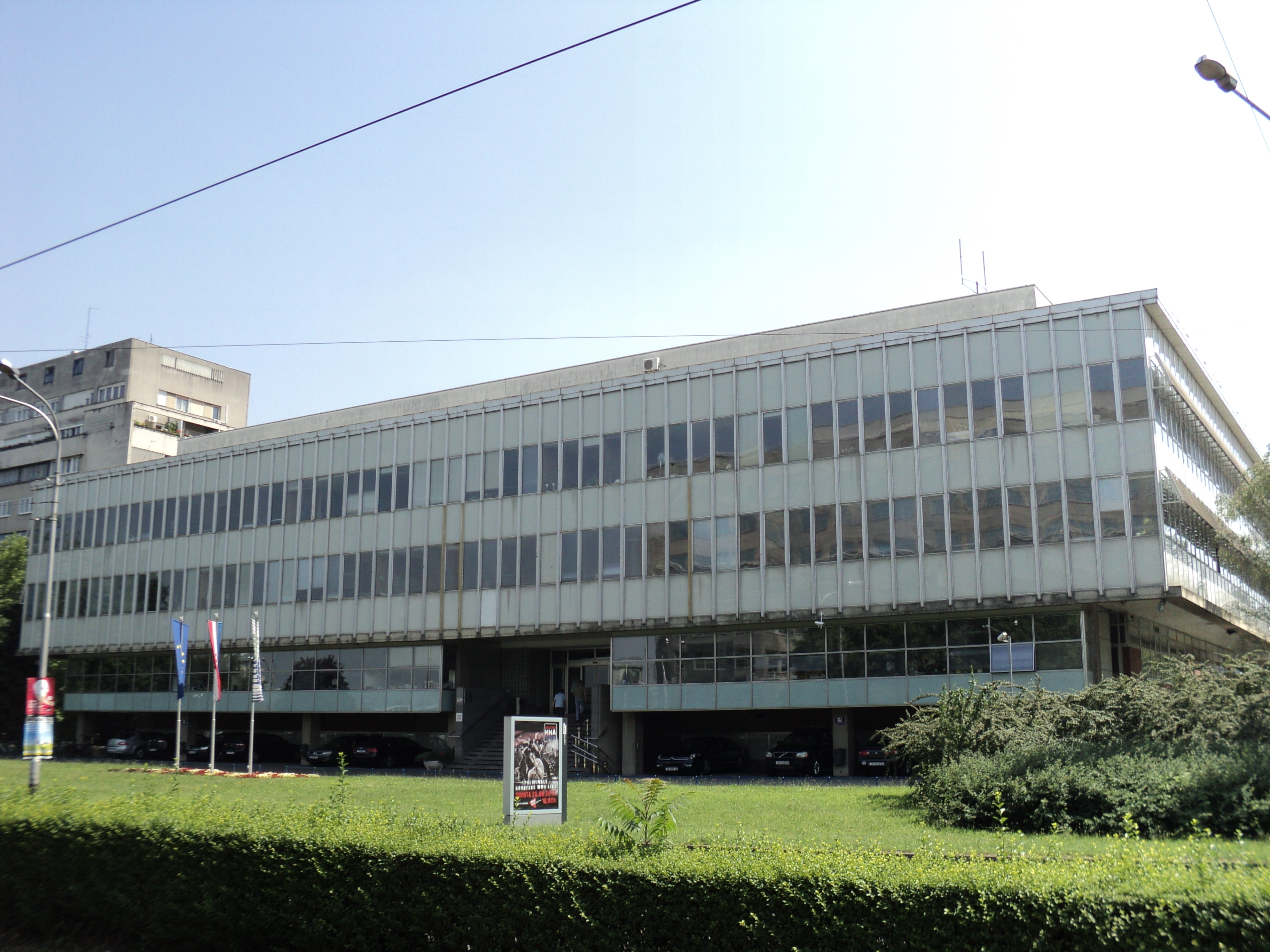
Будівля загребського водоканалу «Хрватске воде»
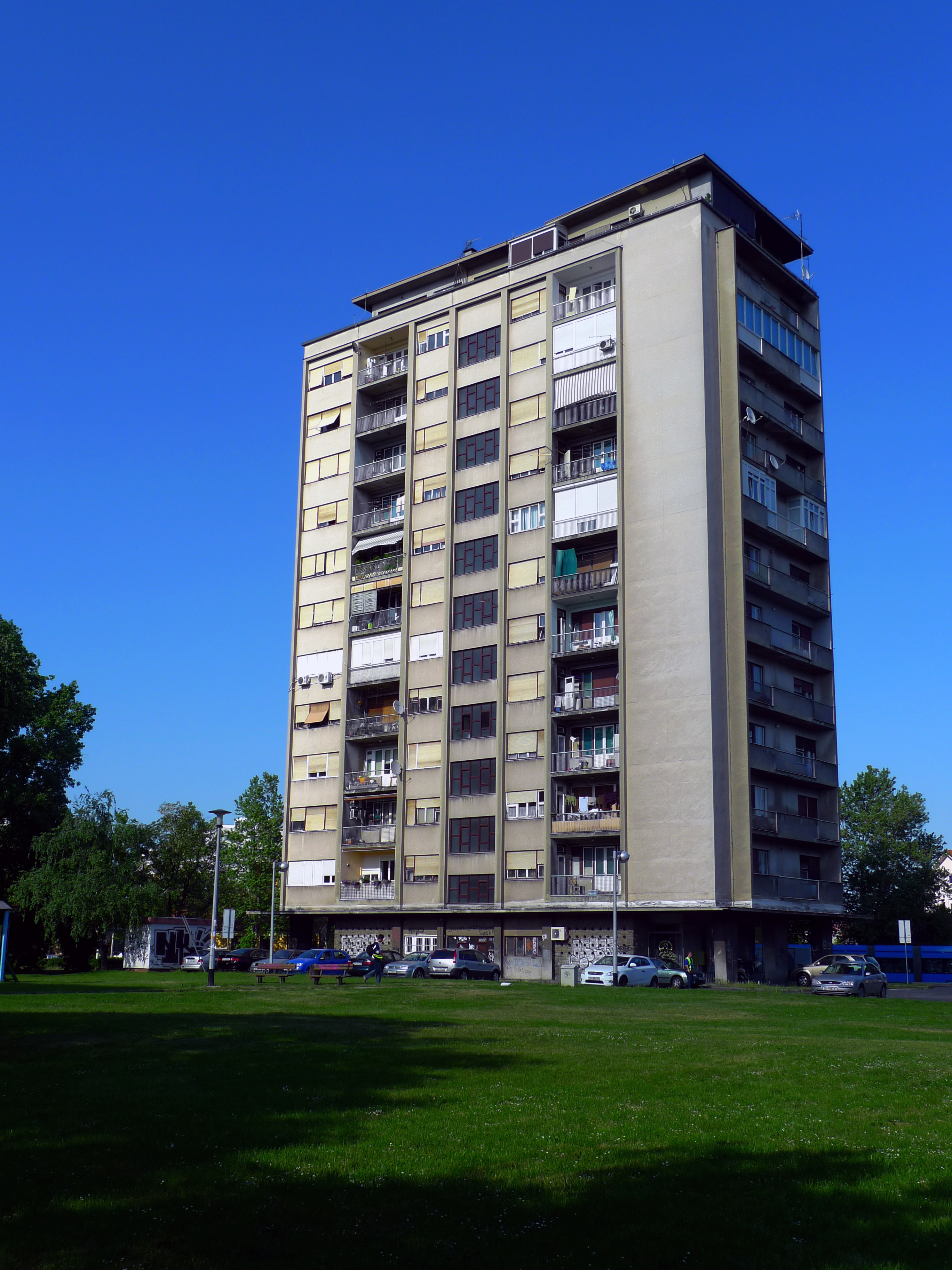
Хмарочос на розі Вулиці міста Вуковара та Држичевого проспекту
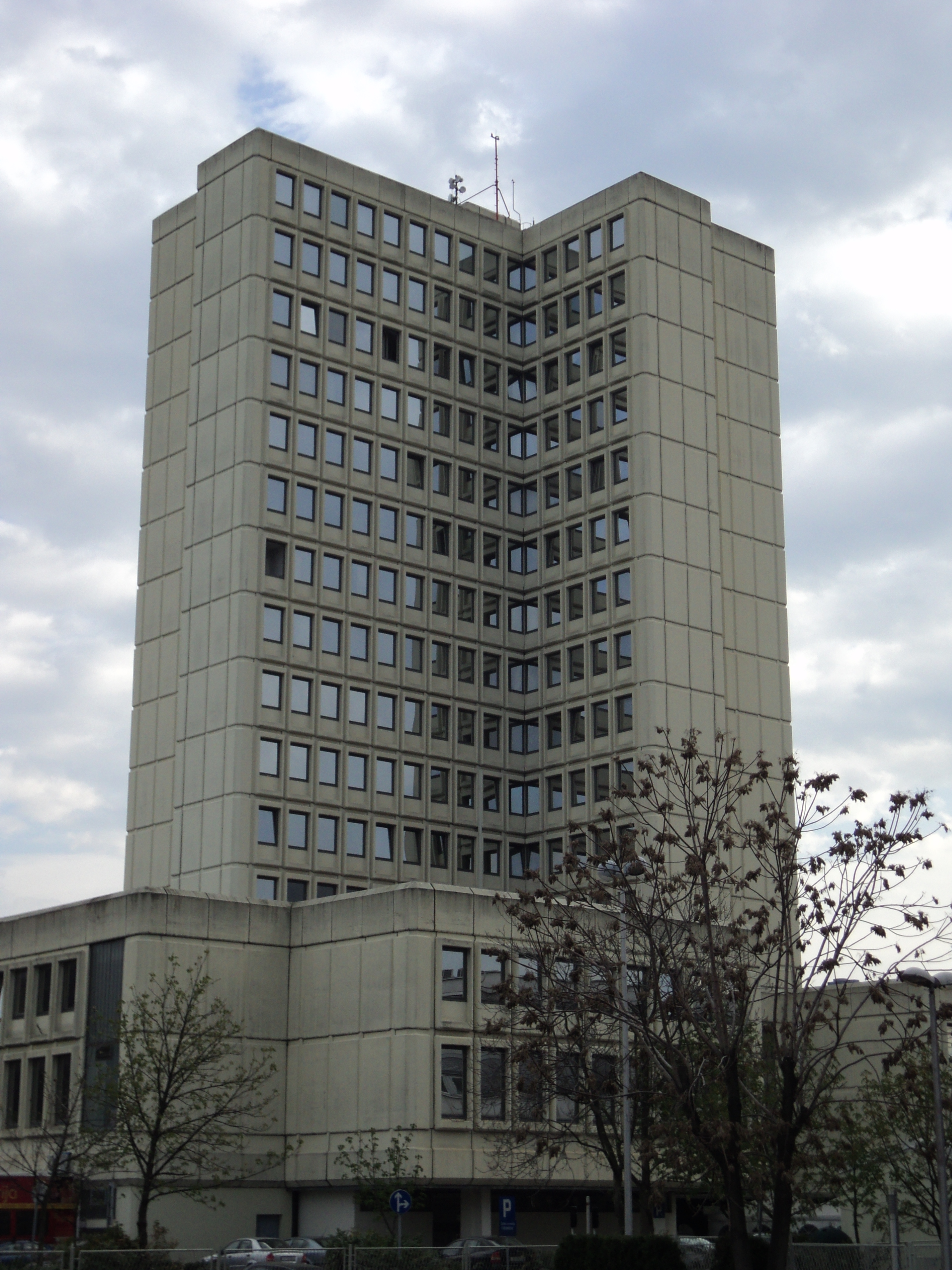
Офісна будівля заводу «Chromos» (Хромосів хмарочос)